# 裴治雲
裴治雲（1893年—1933年10月15日），慶尚北道義城郡人，中國共產黨黨員，曾任中共湯原中心縣委書記。

## 生平
1920年流亡到東北，後定居黑龍江省梧桐河。1929年入松東模範學校就讀。1930年加入中國共產黨，後任梧桐河村農民協會會長。1932年4月任中共湯原中心縣委書記，同年10月受中共滿州省委指示成立「湯原縣抗日游擊隊」。1933年10月4日俘虜裴治雲與其他11名共產黨黨員，日軍俘虜裴治雲之後對其使用酷刑，於1933年10月15日殉國。2015年8月24日，被列入中華人民共和國民政部公布的第二批600名著名抗日英烈、英雄群体名录。

## 纪念
- 黑龙江省佳木斯市汤原县鹤立镇裴治云等十二人牺牲处建有十二烈士纪念碑。[5]